# Jerzy Drygalski
Jerzy Drygalski (ur. 19 września 1948 w Łodzi, zm. 5 września 2018 w Warszawie) – polski ekonomista, menedżer i urzędnik państwowy, wiceminister przekształceń własnościowych (1990–1994), działacz opozycji demokratycznej w okresie PRL.

## Życiorys
Ukończył studia ekonomiczne (1974) i filozoficzne (1978) na Uniwersytecie Łódzkim, na tej samej uczelni uzyskał w 1988 stopień naukowy doktora. Od 1974 do 1990 był pracownikiem naukowym w Instytucie Ekonomii na UŁ.
W drugiej połowie lat 70. zaangażowany w działalność Komitetu Obrony Robotników i Komitetu Samoobrony Społecznej „KOR”. Brał udział w spotkaniach organizowanych w ramach Konwersatorium Doświadczenie i Przyszłość. W 1980 został członkiem „Solidarności”. Współtworzył struktury związku na Uniwersytecie Łódzkim, był doradcą regionalnych władz tej organizacji. Pełnił funkcję redaktora naczelnego pisma „Poglądy”. Po wprowadzeniu stanu wojennego został internowany na okres od 13 grudnia 1981 do 28 lutego 1982. Po zwolnieniu współpracował z wydawnictwami drugiego obiegu, zajmował się organizacją pomocy dla osób represjonowanych.
W 1989 został członkiem regionalnego Komitetu Obywatelskiego. Na początku lat 90. był krótko radnym miejskim w Łodzi, w 1994 wstąpił do Unii Wolności. Pełnił funkcję doradcy w biurze pełnomocnika rządu ds. przekształceń własnościowych i przewodniczącego komisji likwidacyjnej RSW Prasa-Książka-Ruch. Od 17 listopada 1990 do 14 sierpnia 1992 zajmował stanowisko podsekretarza stanu, a następnie do 1 lipca 1994 sekretarza stanu w Ministerstwie Przekształceń Własnościowych. Później związany z sektorem prywatnym, obejmował kierownicze funkcje w spółkach prawa handlowego, m.in. był prezesem zarządu V NFI Victoria.
Został pochowany na cmentarzu Powązkowskim w Warszawie.

## Odznaczenia
Odznaczony Krzyżem Kawalerskim (2000) i Oficerskim (2011) Orderu Odrodzenia Polski, a także Krzyżem Wolności i Solidarności (2016). W 2001 wyróżniony odznaką Zasłużony Działacz Kultury.